# Roxana Constantinescu
Roxana Constantinescu (n. 1980, București, România) este o cântăreață română de operă și lied cântând cu precădere în registrul vocal de mezzo-soprană. În prezent, Roxana Constantinescu este solistă a Operei de Stat din Viena. Debutul Roxanei pe faimoasa scenă lirică vieneză s-a produs la 7 septembrie 2007 în opera Flautul fermecat (în original, Flautul fermecat) de Wolfgang Amadeus Mozart.

## Biografie artistică
Fostă membră a Corului de copii Radio, Roxana a fost premiată în anul 2001  în cadrul concursului Jugend und Musik (Tinerețe și muzică) din Viena. 
A studiat canto la Universitatea Națională de Muzică din București și a absolvit în anul 2003 ca șefă de promoție, la clasa profesoarei Maria Slătinaru Nistor, dar încă în anul 2002 și-a făcut debutul la Opera din București, cu rolul Lola din Cavalleria Rusticană.
A primit o bursă Erasmus la Hochschule für Musik und darstellende Kunst din Viena, unde a lucrat, printre alții, cu profesorii Curt Malm (interpretare scenică) și Walter Moore (tehnica liedului).
Din anul 2003 urmează un curs de perfecționare la Hochschule für Musik und Theater din München cu Prof. Dr. Edith Wiens, Prof. Juliane Banse și Helmut Deutsch.
Roxana Constantinescu este membră a Bayerische Theaterakademie (Academia de Teatru din Bavaria) și a obținut pentru anul de studii 2004/2005 o bursă a Deutscher Akademischer Austauschdienst (Schimburile Academice Germane). Din 2005 este bursiera a Fundatiei "Yehudi Menuhin" in programul "Live Music Now".
În anul 2004 a luat premiul III la concursul internațional de canto „Tito Schipa“ din Italia. 
Alte premii le-a obținut in anul 2005, la Concours de Chant Verviers (Concursul de canto din Verviers, în Belgia), iar în România a cîștigat concursurile "Ionel Perlea" și "Mihail Jora".
În cadrul concursului internațional de muzică organizat în anul 2006 de Radiodifuziunea din München (ARD), mezzosoprana Roxana Constantinescu a câștigat premiul al II-lea la secțiunea “lied vocal simfonic” (premiul I nu a fost acordat),  una dintre cele patru secțiuni ale competiției dotate cu premii de peste 80 de mii de euro.
Tot în septembrie 2006 a castigat în cadrul Concursului International de Canto "Helga und Paul Hohen" desfășurat la Köln- Premiul I și Premiul Publicului, în valoare de 11 500 euro.
Intre septembrie 2007-august 2010, mezzosoprana a abordat numeroase roluri pe scena vieneza, precum: Rosina, Zerlina, Nicklausse, Siébel, Lola, Fjodor, Dryade, Tebaldo, Javotte, etc. sau Cherubino sub bagheta renumitului Seiji Ozawa in turneu cu compania.
A revenit ca si invitata a Operei de Stat din Viena in decembrie 2010 pentru a debuta in rolul Donnei Elvira din "Don Giovanni".
Alte debuturi in teatrele lirice americane: rolul titular in "La Cenerentola" de Rossini cu Minnesota Opera Company, rolul Stéphano in "Roméo et Juliette" cu The Dallas Opera.
Roxana Constantinescu a fost nominalizata la premiile Grammy 2011, pentru inregistrarea piesei "Pulcinella" de Stravinsky cu Chicago Symphony Orchestra, sub bagheta lui Pierre Boulez .

## Repertoriu
Repertoriul Roxanei Constantinescu cuprinde, printre altele, rolurile  următoare:

### Operă
- Benjamin Britten -- Midsummer night's dream (Visul unei nopți de vară), rolul Hermia;
- Alfredo Catalani -- La Wally, rolul Afra;
- Joseph Haydn -- Il Mondo della luna (Lumea pe lună);
- Pietro Mascagni -- Cavalleria rusticana (Cavaleria rusticană), rolul Lola;
- Wolfgang Amadeus Mozart -- La finta Giardiniera (Grădinăriță din dragoste), rolul Ramiro;
- Wolfgang Amadeus Mozart -- Le Nozze di Figaro (Nunta lui Figaro), rolul Cherubino;
- Wolfgang Amadeus Mozart -- Cosi fan tutte (Așa fac toate), rolul Dorabella;
- Gioacchino Rossini -- L'Italiana in Algerie (Italianca în Alger), rolul Isabella;
- Gioacchino Rossini -- Il barbiere di Siviglia (Bărbierul din Sevilia), rolul Rosina;
- Gioacchino Rossini -- La Cenerentola, rolul Angelina;
- Antonio Vivaldi -- Juditha triumphans (Judita triumfătoare), rolul Holofern;

### Operetă
- Johann Strauss Die Fledermaus (Liliacul), rolul Prințul Orlowsky;

### Oratorii
- Felix Mendelssohn Bartholdy -- Oratoriul “Elias”:
- Johann Sebastian Bach -- "Matthäus Passion", "Johannes Passion", "h-moll Messe", "Weihnachtsoratorium", diverse cantate
- Wolfgang Amadeus Mozart -- "Requiem", "C-moll Messe", "Krönungsmesse",
- Joseph Haydn -- "Theresienmesse", "Schöpfungsmesse", "Nelsonmesse", "Paukenmesse" si "Die Schöpfung"

### Lieduri
Max Bruch, Georg Friedrich Haendel, Franz Lachner, Giacinto Scelsi, Antonio Vivaldi, Franz Schubert, Johannes Brahms, Robert Schumann, Gustav Mahler, Arnold Schönberg, Henri Duparc, Maurice Ravel, Francis Poulenc, George Enescu, Antonín Dvořák, Piotr Ilici Ceaikovski, Xavier Montsalvatge, etc.